# Arthur Capell, VI conte di Essex
Arthur Algernon Capell, VI conte di Essex (27 gennaio 1803 – 11 settembre 1892), è stato un nobile inglese.

## Biografia
Era il figlio di John Capell, figlio di William Capell, IV conte di Essex, e di sua moglie, Lady Caroline Paget, figlia di Henry Paget, I conte di Uxbridge.
Nel 1839 succedette allo zio alla contea.

## Matrimoni

### Primo Matrimonio
Sposò, il 14 luglio 1825, Lady Caroline Beauclerk (28 giugno 1804-22 agosto 1862), figlia di William Beauclerk, VIII duca di St. Albans. Ebbero tre figli:
- Arthur Capell, visconte Malden (22 luglio 1826-10 marzo 1879);
- Lady Adela Caroline Harriett (4 marzo 1828-31 dicembre 1860), sposò Archibald Montgomerie, XIII conte di Eglinton, ebbero due figli;
- Lord Reginald Algernon (3 ottobre 1830-31 luglio 1906), sposò Mary Fazakerley, non ebbero figli.

### Secondo Matrimonio
Sposò, il 3 giugno 1863, Louisa Boyle (?-5 maggio 1876), figlia di Charles Boyle, visconte Dungarvan. Ebbero due figli:
- Arthur Algernon (27 luglio 1864-18 febbraio 1940), sposò Isabel Wilson, ebbero due figlie;
- Lady Beatrice Mary (7 dicembre 1870-22 gennaio 1954), sposò Edmund Banbury, ebbero un figlio.

### Terzo Matrimonio
Sposò, il 25 aprile 1881, Louisa Heneage (?-25 gennaio 1914), figlia di Charles Heneage. Non ebbero figli.

## Morte
Morì l'11 settembre 1892, all'età di 89 anni.

## Ascendenza
|                                   |                              |                           | Genitori                                |  |  | Nonni |  |  | Bisnonni                          |  |  | Trisnonni                          |  |
|                                   |                              |                           |                                         |  |  |       |  |  | William Capell, IV conte di Essex |  |  | Algernon Capell, II conte di Essex |  |
|                                   |                              |                           |                                         |  |  |       |  |  | William Capell, IV conte di Essex |  |  | Algernon Capell, II conte di Essex |  |
|                                   |                              | Mary Bentinck             |                                         |  |  |       |  |  | William Capell, IV conte di Essex |  |  |                                    |  |
| William Capell, IV conte di Essex |                              |                           |                                         |  |  |       |  |  | William Capell, IV conte di Essex |  |  |                                    |  |
|                                   |                              | Elizabeth Russell         | Wriothesley Russell, II duca di Bedford |  |  |       |  |  |                                   |  |  |                                    |  |
|                                   |                              | Elizabeth Russell         | Wriothesley Russell, II duca di Bedford |  |  |       |  |  |                                   |  |  |                                    |  |
|                                   |                              | Elizabeth Russell         | Elizabeth Howland                       |  |  |       |  |  |                                   |  |  |                                    |  |
| John Thomas Capell                |                              | Elizabeth Russell         |                                         |  |  |       |  |  |                                   |  |  |                                    |  |
|                                   |                              | Thomas Bladen             | William Bladen                          |  |  |       |  |  |                                   |  |  |                                    |  |
|                                   |                              | Thomas Bladen             | William Bladen                          |  |  |       |  |  |                                   |  |  |                                    |  |
|                                   |                              | Thomas Bladen             | Ann Van Swearingen                      |  |  |       |  |  |                                   |  |  |                                    |  |
| Harriet Bladen                    |                              | Thomas Bladen             |                                         |  |  |       |  |  |                                   |  |  |                                    |  |
|                                   |                              | Barbara Janssen           | Theodore Janssen, I baronetto           |  |  |       |  |  |                                   |  |  |                                    |  |
|                                   |                              | Barbara Janssen           | Theodore Janssen, I baronetto           |  |  |       |  |  |                                   |  |  |                                    |  |
|                                   |                              | Barbara Janssen           | Williamsa Henley                        |  |  |       |  |  |                                   |  |  |                                    |  |
| Arthur Capell, VI conte di Essex  |                              | Barbara Janssen           |                                         |  |  |       |  |  |                                   |  |  |                                    |  |
|                                   | Nicholas Bayly, II baronetto | Edward Bayly, I baronetto |                                         |  |  |       |  |  |                                   |  |  |                                    |  |
|                                   | Nicholas Bayly, II baronetto | Edward Bayly, I baronetto |                                         |  |  |       |  |  |                                   |  |  |                                    |  |
|                                   | Nicholas Bayly, II baronetto | Dorothy Lambart           |                                         |  |  |       |  |  |                                   |  |  |                                    |  |
| Henry Paget, I conte di Uxbridge  | Nicholas Bayly, II baronetto |                           |                                         |  |  |       |  |  |                                   |  |  |                                    |  |
|                                   |                              | Caroline Paget            | Thomas Paget                            |  |  |       |  |  |                                   |  |  |                                    |  |
|                                   |                              | Caroline Paget            | Thomas Paget                            |  |  |       |  |  |                                   |  |  |                                    |  |
|                                   |                              | Caroline Paget            | Mary Whitcombe                          |  |  |       |  |  |                                   |  |  |                                    |  |
| Caroline Paget                    |                              | Caroline Paget            |                                         |  |  |       |  |  |                                   |  |  |                                    |  |
|                                   |                              | Arthur Champagne          | Josias Champagne                        |  |  |       |  |  |                                   |  |  |                                    |  |
|                                   |                              | Arthur Champagne          | Josias Champagne                        |  |  |       |  |  |                                   |  |  |                                    |  |
|                                   |                              | Arthur Champagne          | Jane Forbes                             |  |  |       |  |  |                                   |  |  |                                    |  |
| Jane Champagné                    |                              | Arthur Champagne          |                                         |  |  |       |  |  |                                   |  |  |                                    |  |
|                                   |                              | Marianne Hamon            | Isaac Hamon                             |  |  |       |  |  |                                   |  |  |                                    |  |
|                                   |                              | Marianne Hamon            | Isaac Hamon                             |  |  |       |  |  |                                   |  |  |                                    |  |
|                                   |                              | Marianne Hamon            | Deborah                                 |  |  |       |  |  |                                   |  |  |                                    |  |
|                                   |                              | Marianne Hamon            |                                         |  |  |       |  |  |                                   |  |  |                                    |  |

| Controllo di autorità | VIAF (EN) 96435618 · ISNI (EN) 0000 0000 7331 3658 · ULAN (EN) 500101721 · LCCN (EN) nb2009032342 |